# Крыжановский, Дмитрий Викторович
Дмитрий Викторович Крыжановский (1846—1906) — генерал-лейтенант русской императорской армии.

## Биография
Родился 8 (20) декабря 1846 года. Происходил из дворян Псковской губернии.
Окончил Николаевское училище гвардейских юнкеров и 17 июля 1867 года был определён в Конно-гренадерский лейб-гвардии полк, в котором с 17.10.1871 был членом полкового суда, с 01.06.1874 — адъютантом, с 25.09.1881 — председателем полкового суда. С 12.02.1882 — и.д. полкового адъютанта, с 20.12. 1882 — и.д. заведующего хозяйством. С 25 января 1884 года — командир 1-го эскадрона. Поручик — с 16.04.1872, штабс-капитан — с 13.04.1875, капитан — с 30.08.1881, ротмистр — с 11.10.1882.
Участвовал в русской турецкой войне 1877—1878 гг. Был награждён орденами: Св. Анны 3-й ст. с мечами и бантом за отличие в сражениях под Горным Дубняком и Телишем, Св. Анны 2-й ст. с мечами за отличие по Филиппополем, Св. Владимира 4-й ст. с мечами и бантом и Св. Станислава 2-й ст. с мечами за отличие за переход через Балканы — 11 и 14 июля 1878 года.
Уволен от службы с мундиром 19 октября 1885 года и спустя год, 6 ноября 1886 года был зачислен в запас гвардейской кавалерии и 16 ноября назначен чиновником для поручений при начальнике главного штаба, а 8 декабря — членом комиссии при главном штабе для разработки общих правил приведения частей войск в военное положение. С 30 августа 1880 года — полковник. На один год с 12 марта 1890 года был прикомандирован к 41-му драгунскому Ямбургскому полку для ознакомления со строевой кавалерийской службой и ведением полкового хозяйства. с 21 июля 1891 года был назначен состоять при военном министре для поручений по кавалерийской части, с оставлением при гвардейской кавалерии.
С 27 января 1893 года — командир 12-го драгунского Мариупольского генерал-фельдмаршала князя Витгенштейна полка. Спустя 7 лет, 25 января 1900 года был назначен командиром 1-й бригады 13-й кавалерийской дивизии с производством в генерал-майоры. Был награждён орденами Св. Владимира 3-й ст. (30.08.1892) и Св. Станислава 1-й ст. (06.12.1903). С 10 января 1905 года командовал 11-й кавалерийской дивизией с утверждением в должности 11 января 1906 года (при производстве в генерал-лейтенанты). Был исключён из списков умершим 9 сентября 1906 года.

## Награды
российские
- Св. Станислава 3-й ст. (1876)
- Св. Анны 3-й ст. с мечами и бантом (1878)
- Св. Анны 2-й ст. с мечами (1878)
- Св. Владимира 4-й ст. с мечами и бантом (1878)
- Св. Станислава 2-й ст. с мечами (1878)
- Св. Владимира 3-й ст. (1892)
- Св. Станислава 1-й ст. (1903)

иностранные
- румынский железный крест (1892)
- кавалерский крест итальянского ордена Короны (1882)
- гессенский орден Филиппа Великодушного 1 класса с короной (1884)